# 罗杰诺
罗杰诺（義大利語：Rogeno），是意大利莱科省的一个市镇。总面积4.84平方公里，人口3181人，人口密度657.2人/平方公里（2009年）。国家统计（ISTAT）代码为097072。